# Phare de Tuhawaiki Point
Le phare de Tuhawaiki Point ou phare de Jack's Point est un phare situé à Timaru dans la région de Canterbury (île du Sud), en Nouvelle-Zélande.

## Histoire
Ce phare préfabriqué a été installé en 1866 sur Somes Island (en) dans le port de Wellington. Il a été remplacé, en 1900, par une plus grande structure. Puis il a été réinstallé dans le port de Timaru, en 1903, pour remplacer le phare défaillant du port.
L'endroit actuel porte le nom du chef maori Hone Tūhawaiki ou John Tūhawaiki de la tribu Ngāi Tahu.

## Description
Le phare  est une tour octogonale en fonte, avec une galerie et une lanterne  de 9 m de haut. Le phare est totalement peint en blanc. Il émet, à une hauteur focale de 29 m, un long éclat (blanc, rouge et vert selon secteurs) de 2 secondes toutes les 10 secondes. Sa portée est de 9 milles nautiques (environ 17 km).
Identifiant : ARLHS : NZL-028 - Amirauté : K4340 - NGA : 5344 .

## Caractéristique dufeu maritime
Fréquence : 10 secondes (W)
- Lumière : 2 secondes
- Obscurité : 8 secondes

### Lien connexe
- Liste des phares de Nouvelle-Zélande